# 科查班巴湖 (奧卡拉區)
14°16′15″S 73°58′23″W / 14.27083°S 73.97306°W

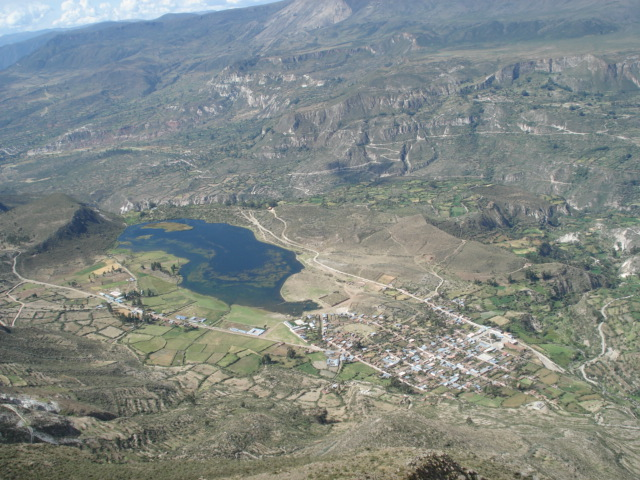

科查班巴湖（Quchapampa），是秘魯的湖泊，位於該國中南部阿亞庫喬大區，由盧卡納斯省的奧卡拉區負責管轄，處於奧卡拉附近，海拔高度3,222米。